# 日豊海岸シーニック・バイウェイ

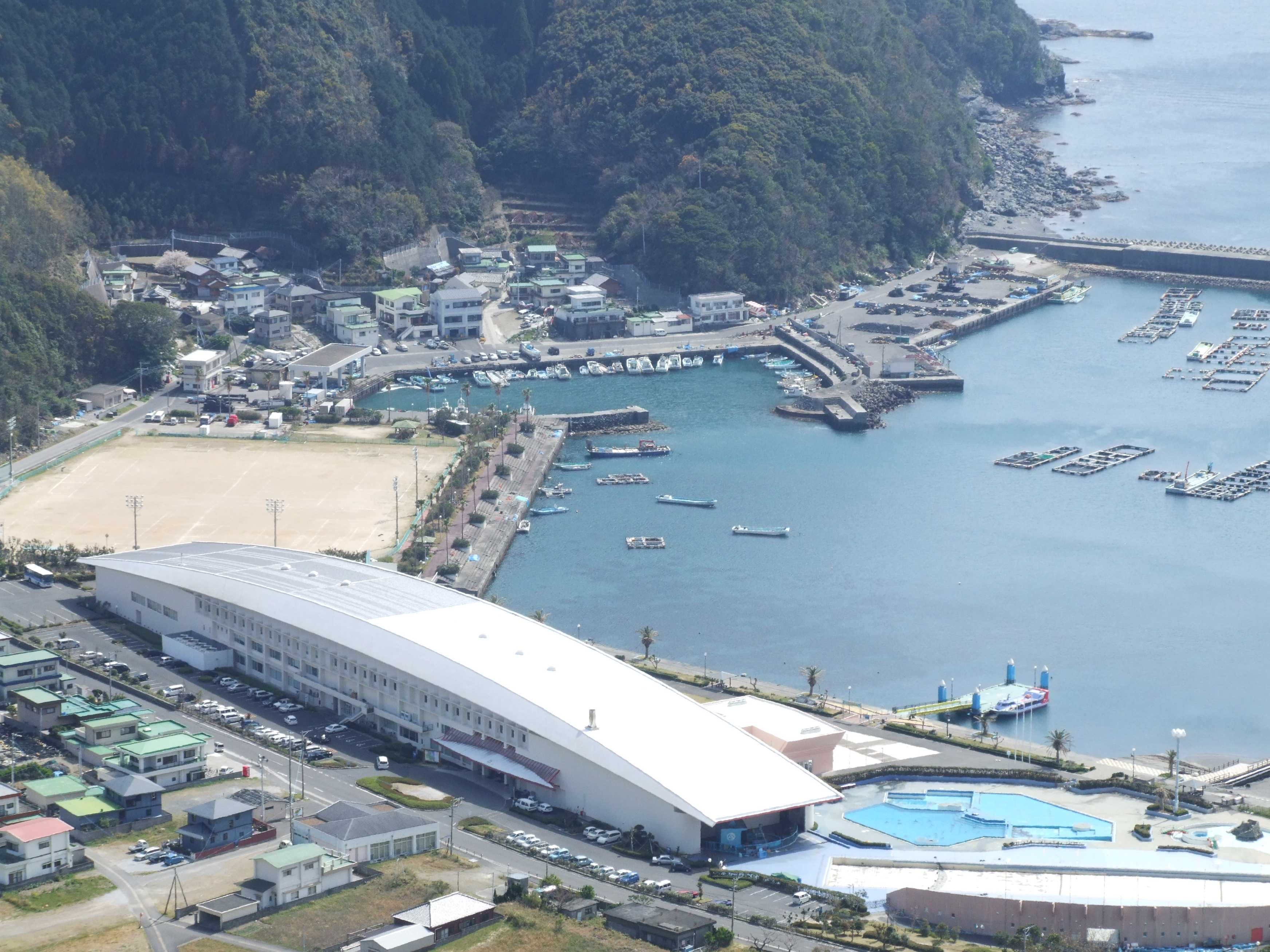
大分県マリンカルチャーセンター

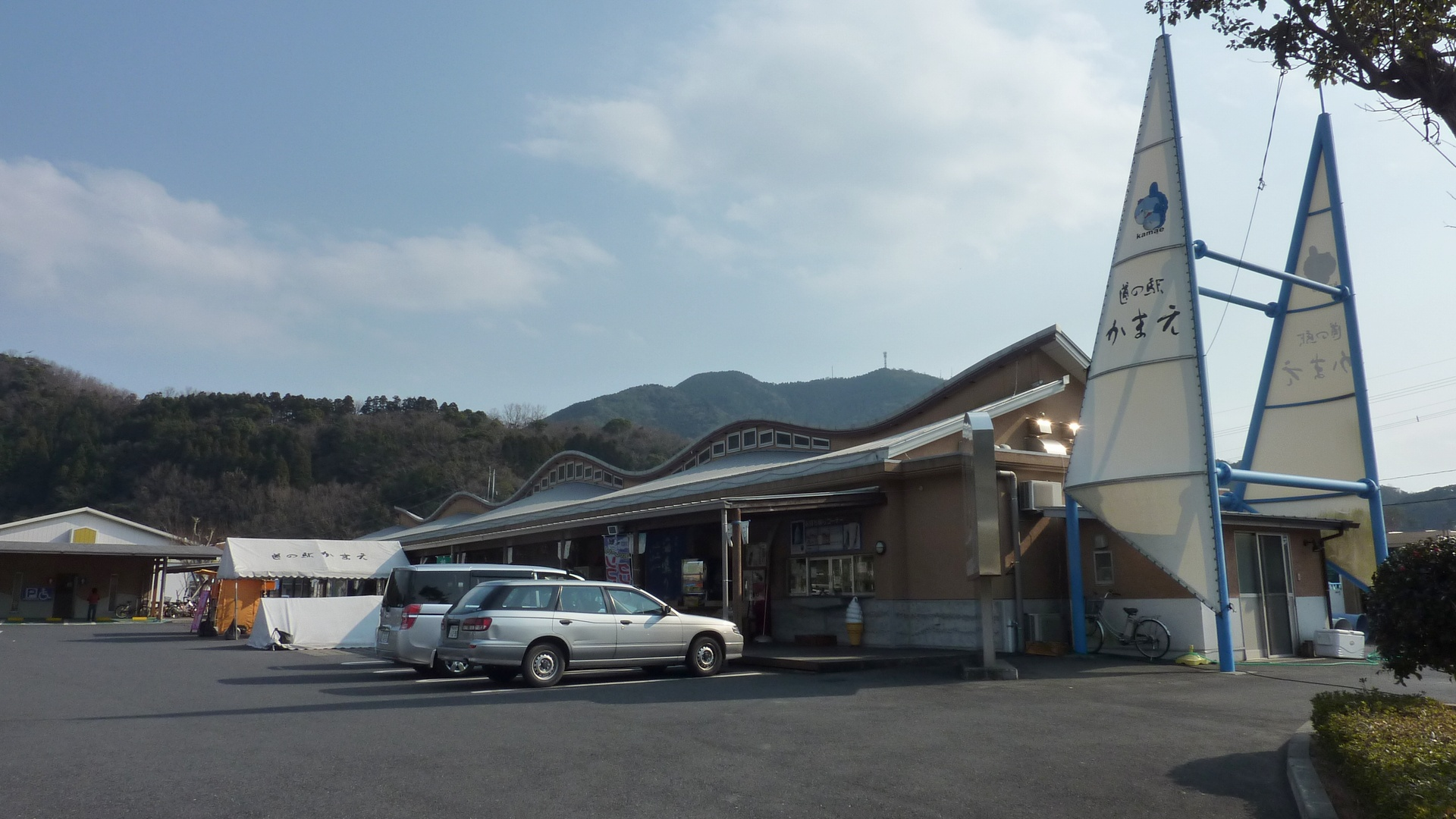
道の駅かまえ

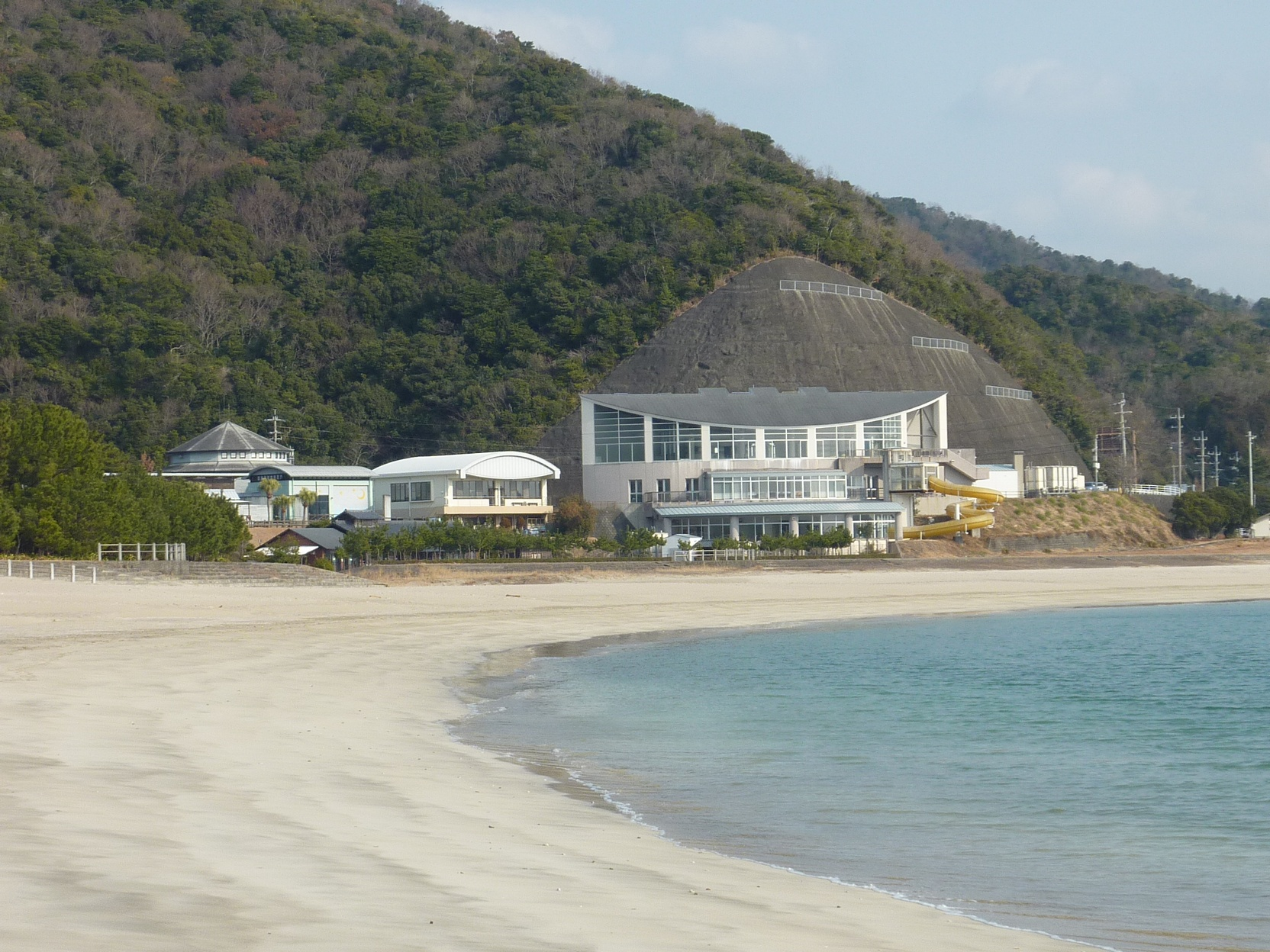
道の駅北浦

日豊海岸シーニック・バイウェイ（にっぽうかいがんシーニック・バイウェイ）は、大分県佐伯市から宮崎県延岡市に至る日本風景街道のひとつである。別称は蒲江・北浦大漁海道で、その名が示すとおり、佐伯市南部の旧蒲江町と延岡市北部の旧北浦町を中心とする。

## 経緯
2007年（平成19年）11月26日に、九州における第1回登録の9ルートのうちの一つとして、国土交通省の日本風景街道に登録された。

## 沿道
日豊海岸に沿って走る国道388号等の道路の沿線を対象としており、ほぼ日豊海岸国定公園の指定地域と重なっている。

### 沿道の自治体
- 大分県
  - 佐伯市
- 宮崎県
  - 延岡市

### 主要な道路
- 国道388号
- 宮崎県道・大分県道122号古江丸市尾線
- 広域農道色利浦尾浦線（豊後くろしおライン）
- 大分県道687号西野浦河内線
- 佐伯市道葛原北浦線[2]

### 沿道の名所・旧跡
- 道の駅かまえ
- 道の駅北浦
- 南北浦海岸
- 須美江家族旅行村